# Alena Jabarine

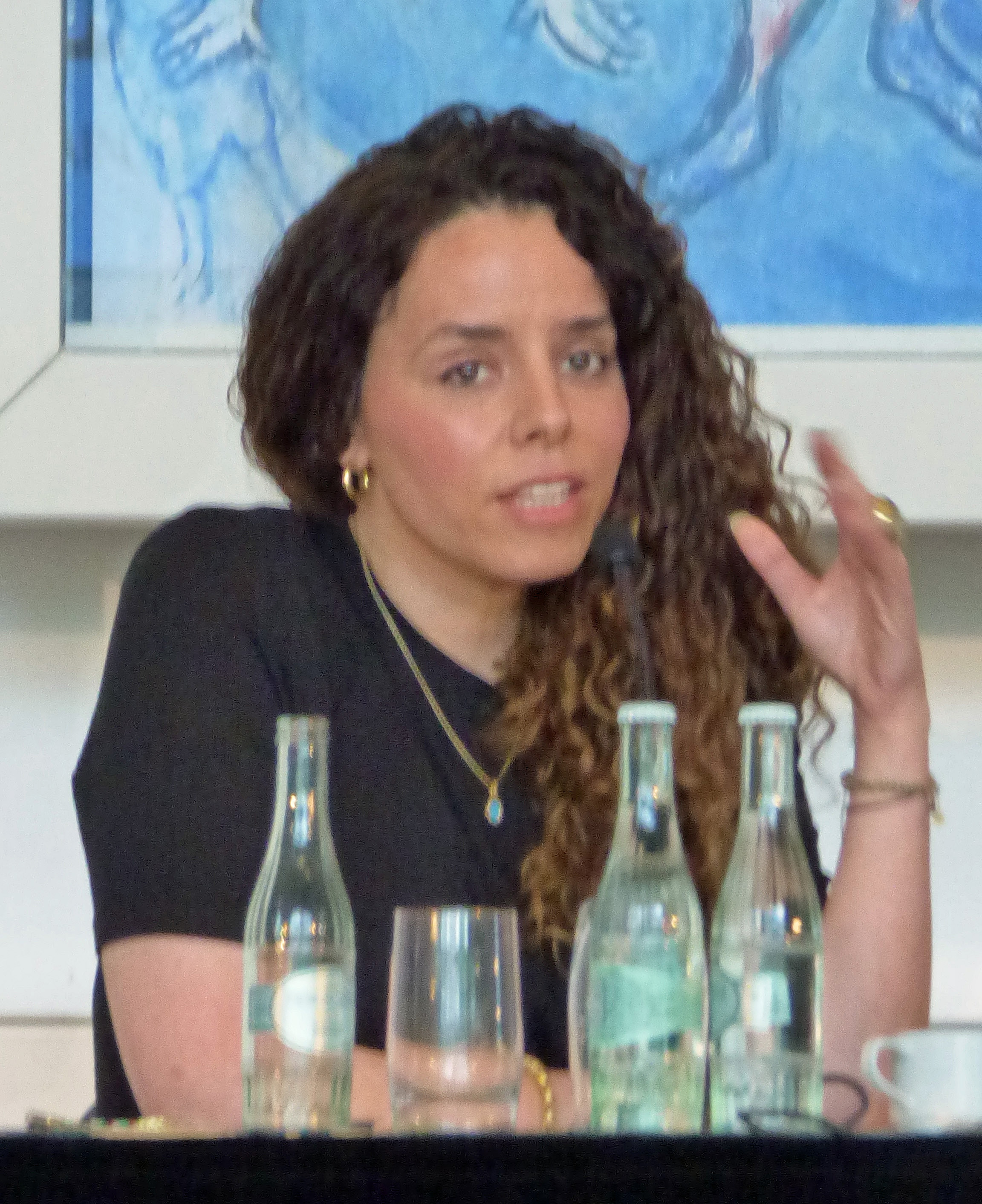
Alena Isabelle Jabarine (2024)

Alena Isabelle Jabarine (* 1985 in Hamburg) ist eine deutsch-palästinensische Journalistin und Autorin.

## Leben
Alena Jabarine ist in Deutschland geboren und in Hamburg aufgewachsen. Die Familie ihres Vaters sind Palästinenser mit israelischer Staatsbürgerschaft. In Hamburg studierte sie Politikwissenschaften. Danach zog sie nach Barcelona für ihr Master-Studium in Internationale Beziehungen.
Von 2014 bis 2016 war sie Volontärin beim Norddeutschen Rundfunk. Danach begann sie als Hörfunk- und Fernsehreporterin für den Sender zu arbeiten. Als freie Journalistin arbeitete sie in Projekten für die NDR-Formate STRG F und Panorama 3, für das WDR-Format Monitor StudioM, für Spotify Original Podcasts sowie als Autorin für Die Zeit und Süddeutsche Zeitung.
Jabarine hat neben der deutschen auch die israelische Staatsbürgerschaft.
Von Januar 2020 bis 2022 lebte sie in Ramallah im Westjordanland und arbeitete als Projektmitarbeiterin für die Konrad-Adenauer-Stiftung.

## Wirken
Jabarine arbeitet journalistisch zu Innenpolitik und innerer Sicherheit sowie zum Nahostkonflikt. Bei letzterem berichtet sie oft über die Perspektive von Palästinensern. Laut dem SWR ist sie eine der wenigen palästinensischen Stimmen im Diskurs dazu in Deutschland. Seit dem November 2023 gab sie mehrere Interviews zusammen mit dem Schriftsteller Tomer Dotan-Dreyfus, so etwa für den Podcast Jung & Naiv, für die Online-Plattform ze.tt und für die Frankfurter Rundschau. Nach dem Terroranschlag der Hamas auf Israel am 7. Oktober 2023 und der darauf folgenden Bombardierung Gazas durch die israelische Armee klagte sie in einem Interview, Palästinenser würden in Medien diffamiert und kriminalisiert, was zu einer Angststimmung unter Palästinensern in Deutschland führe. Medien warf sie vor, „Desinformationskampagnen“ zu verbreiten.
Seit Mai 2024 moderiert und kuratiert Jabarine die Gesprächsreihe Gaza Talks zum Krieg in Israel und Gaza seit 2023 im Berliner Ensemble. In der ersten Gesprächsrunde sprach sie mit dem israelischen Friedensaktivisten Noy Katsman, dessen Bruder beim Terrorangriff der Hamas auf Israel am 7. Oktober 2023  ermordet wurde. 2024 war sie gemeinsam mit Emilia Roig und Michael Barenboim zu einem Gespräch mit Bundesaußenministerin Annalena Baerbock zum Krieg in Israel und Gaza eingeladen.
Im Mai 2025 veröffentlichte der Ullstein Verlag ihr Buch Der letzte Himmel. Meine Suche nach Palästina, in dem sie über ihre Kindheit im Aufwachsen als Palästinenserin zwischen Deutschland und Israel sowie über ihre Zeit im Westjordanland ab 2020 schreibt.

## Kritik
Die Journalistin Ronya Othmann kritisierte im Oktober 2023, dass Jabarine im Zusammenhang des Kriegs in Israel und Gaza per Instagram riet: „Und auf keinen Fall die deutschen Medien konsumieren.“ Stattdessen habe sie Beiträge des Fernsehsenders Al Jazeera geteilt, der nach Ansicht Othmanns deutlich stärker auf der Seite der Hamas stehe.

## Auszeichnungen und Nominierungen
- 2016: Kurt-Magnus-Preis, 2. Preis
- 2016: MedienSpiegel.[23] Für Kehrt um (Zeit Online)
- 2018: Juliane-Bartel-Medienpreis. Für Was Pornos mit uns machen (STRG F) 2. Preis[24]
- 2021: Grimme Online Award. Für 190220 - Ein Jahr nach Hanau (Spotify), Preis für Moderation und Reaktion[25]

## Werke
- Der letzte Himmel. Meine Suche nach Palästina, Ullstein, Berlin 2025, ISBN 978-3-550-20314-5.

## Podcasts
- 2021: 190220 – Ein Jahr nach Hanau (Spotify)

## Filmografie
- 2015: Notstand im Erstaufnahmelager (NDR Fernsehen)
- 2018: Flucht zurück: Warum Syrer Deutschland verlassen – Teil 1 (STRG_F)
- 2018: Flucht zurück: Todesangst und Knast – Teil 2 (STRG_F)
- 2018: Von Hamburg in die Roma-Slums: Geschichte einer Abschiebung (STRG_F)
- 2019: Reporterinnen im Kriegsgebiet: Wie bereiten wir uns vor? (STRG_F)
- 2019: Was Pornos mit uns machen (STRG_F)
- 2019: IS-Kinder: Warum holen wir sie nicht zurück? (STRG_F)
- 2019: Die Akte Bushido (STRG_F)
- 2019: Wie Gangster ist Rap? Der Report. Mit Fler, Manuellsen, Sinan-G (STRG_F)
- 2021: Mein Kopf, mein Tuch (WDR Fernsehen)
- 2021: Impfung: Bringt sie unser Leben zurück? (STRG_F)